# Liste des évêques catholiques du Burundi

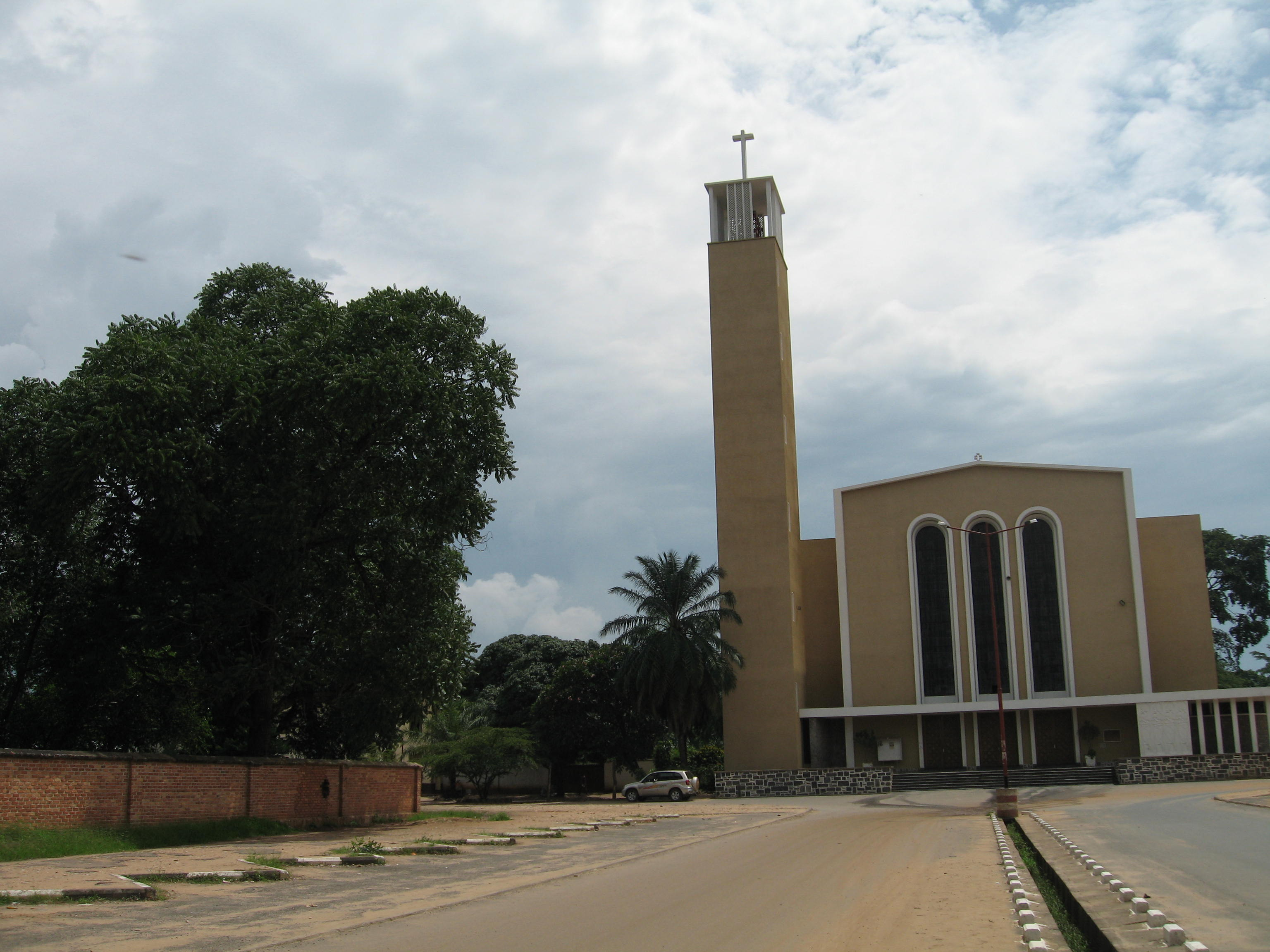
Vue de la Cathédrale Régina Mundi de Bujumbura

Le clergé catholique du Burundi est conduit en 2015 par huit évêques, dont deux archevêques :
- Archevêque de Bujumbura : Gervais Banshimiyubusa
- Archevêque de Gitega : Bonaventure Nahimana
- Évêque de Ngozi :  Georges Bizimana ,
- Évêque de Muyinga : Joachim Ntahondereye, président de la conférence épiscopale
- Évêque de Bubanza : Jean Ntagwarara
- Évêque de Bururi : Salvator Niciteretse
- Évêque de Rutana : Bonaventure Nahimana
- Évêque de Ruyigi : Blaise Nzeyimana